# Johannes Clemmesen
Johannes Clemmesen (født 14. november 1908 i København; død 20. december 2010 sammesteds) dr.med. & h.c., var overlæge og kræftforsker samt styrelsesmedlem i Den Danske Forening.
Johs. Clemmesen var søn af kaptajn i hæren Johan Clemmesen og hustru Marie, f. Gran. Han var ugift.
Clemmesen blev student fra Metropolitanskolen i 1926; cand.med. fra Københavns Universitet i 1933; dr.med. 1938; speciallæge i intern medicin 1943, i patologisk anatomi og histologi 1947; videnskabelig assistent i Aarhus og ved University of Leeds 1935-38; ansat ved hospitaler og institutter i København 1938-50; skibslæge 1948; leder af Cancerregisteret fra oprettelsen 1942 til 1980; Special Research Fellow, National Cancer Institute, Washington, D.C. 1950; prosektor ved Nørre Hospital og De Gamles By 1950-55; overlæge ved Finseninstituttets Pathologiafdeling 1955-78.
Chairman i World Health Organizations Subcommittee on Cancer Registration etc. 1950-57; Member WHO Expert Panel: Health Statistics 1951-63, Cancer: 1963-82; medlem af Executive Council of the International Cancer Union 1954-62; Secretary of Committee on the Geographical Pathology of Cancer 1951-62; Visiting Professor, University of Louisville, Kentucky 1963; Chairman Europ. Hum. Tumor Group 1973-75; President Intern. Ass. compar. Leukemia Research 1975-77; EF: medlem af Special Work Group Epidemiology 1974-80; Asbestos Panel 1975-82; Wissenschaftlicher Beirat Deutsches Krebsforschungs-Zentrum 1977-82; Internat. Comms. for Protection against Environmental Mutagens and Carcinogens 1978-84; formand for Den Danske Forening 1987-88, æresmedlem 1998.
Æresmedlem af International Assocication of Cancer Registries 1980; æresdoktor ved Århus Universitet 1978; æresmedlem af Dansk Selskab for Patologisk Anatomi og Cytologi 1996. Videnskabelige arbejder: slægtsstudier; eksperimentelle studier over røntgenbestrålings indvirkning på immuniseringsprocesser, herunder disputats 1936-48; studier over kræftsygdommenes forekomst og årsager 1941-97; Statistical Studies in Malignant Neoplasms, 1965, 1969, 1974 og 1977; En Kræftforskers Oplevelser 1908-1948 (1987), 1948-1988 (1988).
Han modtog Ramazzini-prisen i 1988, og han var ridder af Dannebrog.